# عجين سائل
الخفيق أو المخفوقة أو المعجونة أو المَخِيض أو العجين السائل (بالإنجليزية: Batter)‏، هو مزيج سائل مكون من نوع واحد أو أكثر من أنواع الطحين المصنوع من الحبوب. يستخدم العجين السائل لإعداد الأطعمة المختلفة.

## معرض صور

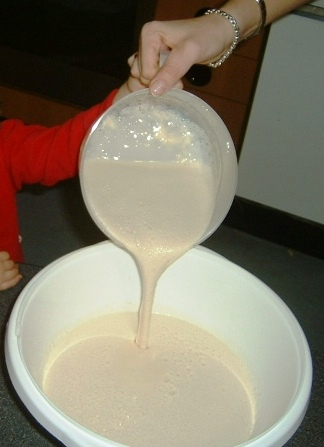
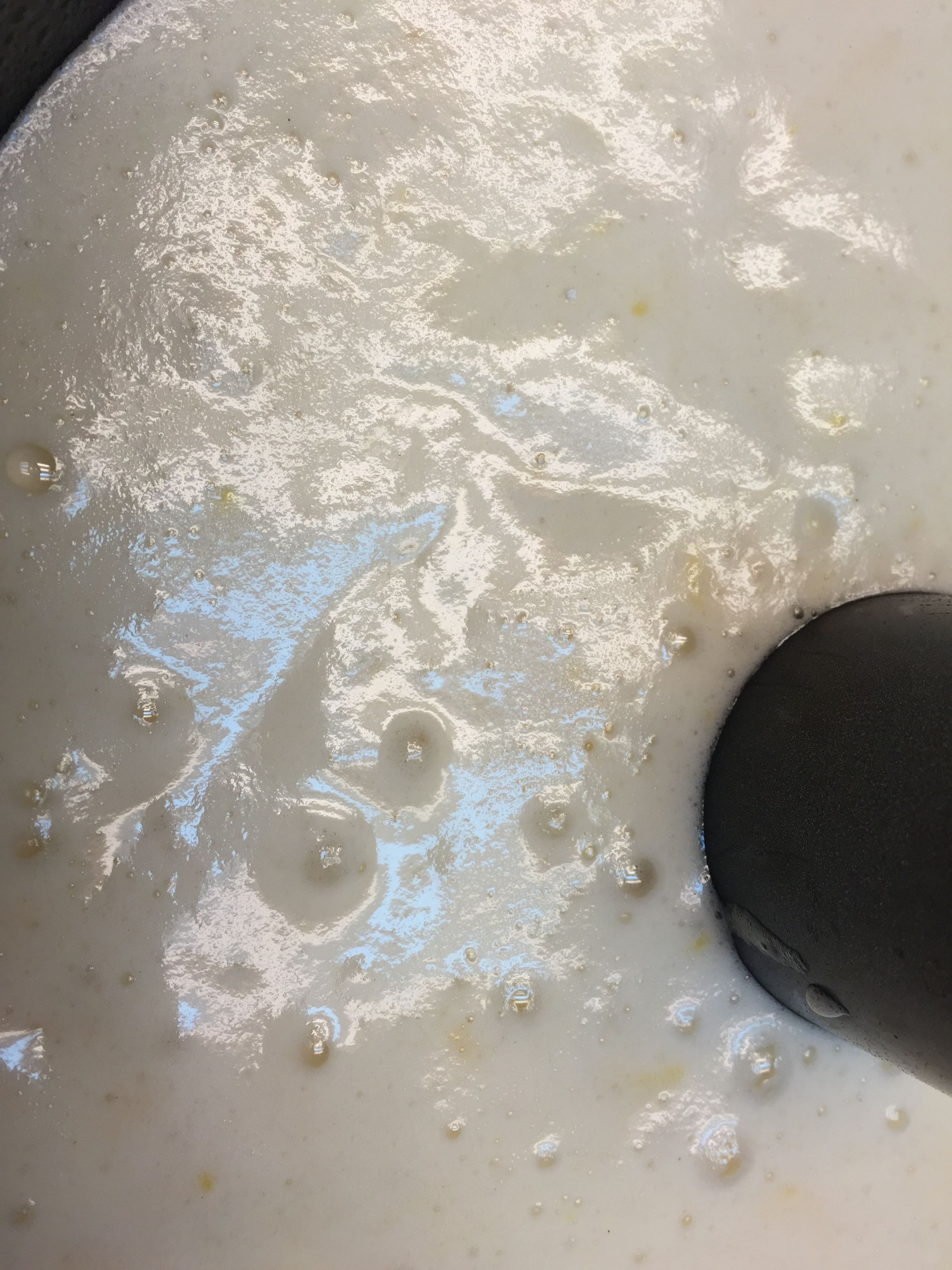
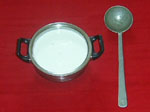

## طالع أيضًا
- خبز الخفيق